# Skákfélagið Hrókurinn
Skákfélagið Hrókurinn – islandzki klub szachowy z siedzibą w Reykjavíku, trzykrotny mistrz kraju.

## Historia
Klub został założony w 1998 roku. W latach 2002–2004 zespół trzy razy z rzędu został mistrzem Islandii. Od 2003 roku klub działał na rzecz popularyzacji szachów w Grenlandii, zaś w 2004 roku zrezygnował z rywalizacji ligowej i skoncentrował się na pracy z juniorami. W 2020 roku klub został rozwiązany.